# Milicia (Estados Unidos)

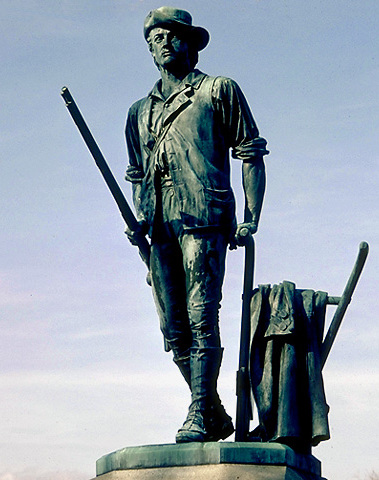
El ideal estadounidense del ciudadano soldado, en la milicia, representado por The Concord Minute Man de 1775, un monumento creado por Daniel Chester French y erigido en 1875, en Concord, Massachusetts.

La milicia de los Estados Unidos, según lo definido por el Congreso de los EE. UU., ha cambiado con el tiempo.  Durante la época colonial de Estados Unidos, todos los hombres capaces de cierta franja de edad eran miembros de la milicia, dependiendo de las normas de cada colonia.  Las ciudades individuales formaban milicias locales independientes para su propia defensa.  El año anterior a la ratificación de la Constitución de los EE. UU., The Federalist Papers detallaron la visión primordial de los Padres Fundadores sobre la milicia en 1787.   La nueva Constitución facultó al Congreso para «organizar, armar y disciplinar» esta fuerza militar nacional, dejando un control significativo en manos de cada gobierno estatal.  
Hoy en día, según lo define la Ley de Milicia de 1903, el término «milicia» se utiliza para describir dos clases dentro de los Estados Unidos: 
- Milicia organizada: formada por la Guardia Nacional y la Milicia Naval. [9] [10]
- Milicia no organizada - que comprende la milicia de reserva: todo hombre sano de al menos 17 años y menos de 45 años, que no sea miembro de la Guardia Nacional ni de la Milicia Naval. [11]

Desde 1933, el Congreso ha organizado la Guardia Nacional bajo su poder de «reunir y apoyar ejércitos» y no bajo su poder de «organizar, armar y disciplinar a la milicia».  El Congreso optó por hacer esto en aras de organizar unidades militares de reserva cuyo despliegue no estuviera limitado por las restricciones de su poder sobre la milicia constitucional, a la que sólo se puede convocar «para ejecutar las leyes de la Unión, reprimir insurrecciones y repeler invasiones».

## Etimología
El término «milicia» deriva del inglés antiguo «milite» que significa soldados (plural), «militisc» que significa militar y también del latín clásico «milit-», «miles» que significa soldado.
El término inglés moderno «militia»  -en inglés- data del año 1590, con un significado original ahora obsoleto: «el cuerpo de soldados al servicio de un soberano o un estado». Posteriormente, desde aproximadamente 1665, milicia ha tomado el significado de «una fuerza militar formada por la población civil de un país o región, especialmente para complementar un ejército regular en una emergencia, frecuentemente en contraste con mercenarios o soldados profesionales». La Corte Suprema de los EE. UU. adoptó la siguiente definición de «milicia activa» de un caso de la Corte Suprema de Illinois de 1879: «un cuerpo de ciudadanos entrenados para el deber militar, que pueden ser llamados en ciertos casos, pero no pueden mantenerse en servicio como ejércitos permanentes, en tiempos de paz'. . . cuando no están comprometidos en períodos específicos. . . regresan a sus ocupaciones habituales. . . y están sujetos a ser llamados cuando las exigencias públicas lo demanden».
La ortografía «millitia» se observa a menudo en materiales escritos e impresos desde el siglo XVII hasta el siglo XIX.